# Dilai (Ort)
Dilai ist ein osttimoresischer Ort im Suco Lupal (Verwaltungsamt Lolotoe, Gemeinde Bobonaro).
Das Dorf liegt im Zentrum der Aldeia Dilai, auf einer Meereshöhe von 552 m. Eine unbefestigte Piste führt durch Dilai. Westlich liegt an ihr das Dorf Silagolo, südöstlich im Suco Guda das Dorf Anon. Nördlich erhebt sich der Berg Lolo Gipecui (713 m), weiter südlich von Dilai der Berg Lolo Kibes (430 m). An der Straße nach Silagolo befindet sich ein Denkmal für die Opfer der indonesischen Besatzung (1975–1999).
Im Dorf Dilai befinden sich eine Grundschule und ein Friedhof.